# Cecidomyia japonica
Cecidomyia japonica är en tvåvingeart som beskrevs av Nijveldt 1987. Cecidomyia japonica ingår i släktet Cecidomyia och familjen gallmyggor. Inga underarter finns listade i Catalogue of Life.